# 雅尔·谢尔比亚
雅儿·谢尔比亚·寇恩（或译作雅尔·谢尔比亚·寇恩，希伯來語：‎, 2001年8月31日—），又名雅儿·谢尔比亚（英語：Yael Shelbia），为以色列女性模特儿。她曾为以色列时装公司雷奴阿、KM耳塞和金·卡戴珊的KKW美妆用品系列的模特。2021年，她成为L'Officiel Arabia继阿拉伯联合酋长国签署亚伯拉罕协议后有史以来的第一位以色列国籍的杂志封面人物。

## 影视作品

### 电视剧
| 年份   | 名称                     | 角色                   | 性质 |
| ------ | ------------------------ | ---------------------- | ---- |
| 2019   | 《帕尔马赫》 （Palmach） | 露丝·赫希 （רות הירש） |      |
| 待公布 | 《弗兰克》 （Frankl）    |                        |      |